# の〜みそこねこねラジオコンパイル
『の～みそコネコネ ラジオコンパイル』とは、かつてラジオ日本、ラジオ関西、中国放送などで放送されていた、ゲーム会社コンパイルの関連ラジオ番組である。放送時間は30分で、深夜帯に放送されていた。

## 概要
本番組はコンパイルの情報番組として放送され、リスナーからの葉書紹介や電話クイズなどのコーナーがあった。（第3期の）パーソナリティはコンパイル社員の北出マン（北出和彦）、アシスタントパーソナリティは声優の柳瀬なつみ（現やなせなつみ）で、途中から『ぷよぷよSUN』でアルル・ナジャ役を演じた小沢ミナコが加わった。番組の挿入歌である『戦え!!北出マンのテーマ』は後にシングル化され、1997年3月20日にNECアベニューより発売されている。98年1月に終了。スポンサーであったコンパイルは終了2ヵ月後の98年3月に和議を申請、のちに解散した。
同じ時期に田中勝己による「電脳玉手箱～田中勝己のゲームバスターズ～」も放送されていた。

## 主なコーナー
- わたしの詩集：ラジオコンパイルの一服の清涼剤。第一期では、河野上和廣、三石琴乃、稀に仁井谷正充が朗読。第二期では、やなせなつみが朗読。
- 今週の田中じゃ〜！(第一期）→田中ミュージック(第二期）：田中勝己が海外の音楽を紹介するコーナー。
- カーくんの耳：よろず情報投稿コーナー。
- 幕の内コンパイル：新作ゲーム、イベントなどコンパイルに関する情報コーナー。
- 電話でチャレンジ：電話でリスナーとクイズやお話を楽しむコーナー。
- パステルトーン：リスナーから送られた日記を柳瀬なつみが読むコーナー。第3期でスタート。
- 爆笑日本横断：毎回決められたお題にちなんだ答えをリスナーから募集するコーナー。第4期でスタート。
- GOD北出マ：北出マがリスナーからの素朴な質問に答えるコーナー。第4期でスタート。北出マンをGOD北出マとし、小沢ミナコをママとするスナックにやってくるという設定。男性メンバーはニューハーフになっている。

## パーソナリティー
- 第1期（1995年7月 - ）：三石琴乃、仁井谷正充、田中勝己、河野上和廣
- 第2期（1995年10月 - ）：田中勝己、柳瀬なつみ
- 第3期（1996年4月 - ）：北出マン（北出和彦）、柳瀬なつみ
- 第4期（1997年10月 - ）：北出マン（アシスタント : 小沢ミナコ、浅葱のあ、小竜、藤田圭宣）